# Kendrick Lamar
Kendrick Lamar Duckworth (Compton, California, 17 de junio de 1987) es un rapero estadounidense. Lamar es ampliamente considerado como uno de los mejores raperos de su generación gracias a su aclamada obra discográfica que envuelven sus experiencias dentro de la cultura afroamericana y del hip-hop, fusionando géneros musicales progresivos y tópicos de religión, clase social, política, salud mental y conciencia social.
Criado en Compton, Lamar desarrolló un interés por la música y la poesía a una temprana edad. Inspirado por presenciar en vivo como Tupac y Dr. Dre grababan el video musical de California Love en su ciudad, Lamar decidió perseguir una carrera como un rapero. Luego de lanzar varios mixtapes bajo el seudónimo de K-Dot siendo apenas un adolescente, consiguió ganarse un contrato con el sello discográfico independiente Top Dawg Entertainment, con los que lanzaría los álbumes Overly Dedicated (2010) y Section.80 (2011) que le brindarian un masivo seguimiento en Internet y la oportunidad de colaborar con varios artistas importantes en la escena del hip-hop.
Poco tiempo después, Lamar abandonaría su faceta independiente al firmar con el sello discográfico de Dr. Dre, Interscope Records, con los cuales produciria su primer gran álbum de estudio, Good Kid, M.A.A.D City (2012). Descrito como un "cortometraje por Kendrick Lamar", el disco es un álbum conceptual que se centra en las experiencias de Lamar como un adolescente en la peligrosa ciudad de Compton; un éxito crítico y comercial, el álbum fue certificado platino, le valió su primer Grammy, y es nombrado uno de los mejores álbumes conceptuales de la historia. Inspirado por una visita a Sudáfrica y la cárcel de Nelson Mandela, su siguiente álbum, To Pimp a Butterfly (2015), incluyó géneros de funk, soul y jazz, y se basa alrededor de sus problématicas de ser un afroestadounidense y sus complejos con su ascendente estatus social. El disco marcó su primer número uno en las listas de éxitos, y es catalogado como uno de los mejores álbumes de la década y de la historia. Dos años después, publicó DAMN. (2017), que incluyó su sencillo más exitoso, HUMBLE., y que también fue un éxito crítico y comercial; el disco se convirtió en el primer álbum en la historia en ganar un Premio Pultizer sin pertenecer al género del jazz ni música clásica. Luego de tomarse un hiato de cinco años, volvería a publicar un álbum con Mr. Morale & the Big Steppers (2022), un doble disco con una fuerte temática acerca de la salud mental, la terapia, el crecimiento personal y el romper barreras sociales. Junto a esto, Lamar fundó su propia agencia creativa, PgLang, junto a su frecuente colaborador Dave Free.
Lamar ganó muchos elogios y premios a lo largo de la carrera, incluyendo 22 Premios Grammy de 51 nominaciones de 2014 a 2025. También incluyen dos American Music Awards, cinco Billboard Music Awards, un Brit Award, 11 MTV Video Music Awards, un Pulitzer Prize y una nominación al Óscar. La revista Time lo incluyó entre las 100 personas más influyentes del mundo en 2016. En 2015, recibió el premio Generational Icon Award del Senado Estatal de California. Tres de sus álbumes de estudio fueron incluidos en la lista de Rolling Stone de los 500 mejores álbumes de todos los tiempos.
El domingo 8 de septiembre de 2024 tanto NFL, Apple Music como Roc Nation, dieron a conocer a Kendrick Lamar como el artista que protagonizará el próximo Apple Music Super Bowl LIX Halftime Show que se celebró el 9 de febrero de 2025 en Nueva Orleans (Luisiana) en el Caesars Superdome (Louisiana Superdome).

## Biografía

### Primeros años
Kendrick Lamar Duckworth nació el 17 de junio de 1987 en Compton, California. Es el hijo de Paula Oliver, una empleada de McDonald's, y Kenny Duckworth, un empleado de KFC. Sus padres eran provenientes del lado sur de Chicago y se mudaron a Compton tres años antes del nacimiento de Kendrick debido a que su padre empezó a afiliarse con los Gangster Disciples, una pandilla callejera y prisionera. Lamar es el hijo más grande de cuatro niños, y fue nombrado por el cantante Eddie Kendricks de la banda The Temptations. Fue criado en una familia afroamericana de clase trabajadora, viviendo en casas alquiladas bajo el plan social Sección 8 para hogares de bajos recursos, y dependiendo de programas de asistencia social del gobierno. A pesar de que Kendrick nunca fue miembro de una pandilla, creció alrededor de personas que eran afiliadas a los Bloods.
Lamar empezó a interesarse por la música cuando tenía cuatro años, después de escuchar discos de hip-hop que sus padres ponían en sus fiestas hogareñas. Algunas de sus primeras memorias de su niñez incluyen ver a su padre y a su tío robando tiendas durante los disturbios de 1992 en Los Ángeles. Kendrick acredita a los disturbios de darle un mejor entendimiento sobre la brutalidad policial luego de conocer el apaleamiento a Rodney King. Lo apodaron como "Man-Man" porque se comportaba como un adulto siendo apenas un niño; este apodo sería utilizado luego como una referencia en sus canciones "HUMBLE." y "family ties". Cuando tenía cinco años, Kendrick presenció su primer asesinato cuando estaba sentado afuera de su apartamento. Más tarde, admitió en una entrevista que el suceso "me provocó algo en ese momento. Me hizo pensar que no era algo que solo estaba viendo, sino que era algo que quizás debía estar acostumbrándome a ver". Tres años después, presenció su segundo asesinato cuando estaba volviendo a su casa de la escuela.
Cuando tenía ocho años, Lamar vio a los raperos Tupac Shakur y Dr. Dre filmando el vídeo musical para "California Love" en su barrio. Esta experiencia lo inspiró a perseguir una carrera musical, empezando a practicar freestyle poco tiempo después. Se describió a sí mismo como un niño tímido, tranquilo y observador; su madre comentó que era un "solitario" hasta la edad de los siete años. Cuando era un estudiante de séptimo grado en el Vanguard Learning Center, Lamar fue introducido a la poesía por su maestro de Inglés Regis Inge, quien conectaba la forma literaria al hip-hop. Esta clase tuvo un gran impacto en él, ya que le abrió "caminos para desenvolver sus sentimientos" y "ayudar a navegar las dinámicas sociales de su barrio". Él lo acredita a Inge por jugar un importante rol en su "crecimiento intelectual". Se graduó de la secundaria Centennial en 2005 como un alumno excepcional.

## Carrera musical

### Inicios (2004-2009)
En 2004, a la edad de 16 años, Lamar lanzó su primer proyecto de larga duración, un mixtape titulado Youngest Head Negro in Charge (en español El Jefe Negro Más Joven a Cargo), bajo el seudónimo de K-Dot. El mixtape obtuvo reconocimiento local para Lamar, lo que le llevó a ser firmado por la compañía discográfica independiente Top Dawg Entertainment. Con ellos empezó a grabar nuevo material discográfico y por consiguiente lanzó un mixtape de 26 canciones en 2005, llamado Training Day.
Entre 2006 y 2007, Lamar aparecería junto a otros raperos crecientes de la Costa Oeste, Jay Rock y Ya Boy, como teloneros del reconocido rapero The Game. Bajo el seudónimo de K-Dot, colaboró en las canciones de The Game "The Cypha" y "Cali Niggaz".
En 2008, Lamar apareció en el vídeo musical del sencillo debut de Jay Rock, "All My Life (In the Ghetto)", el cual contaba con la colaboración de la leyenda del rap Lil Wayne. Lamar ganó aún más reconocimiento por un vídeo de una actuación en vivo de Charles Hamilton, quien "batallaba" a raperos que estaban en la audiencia. Kendrick empezó a rapear un verso sobre un instrumental de la canción "Keep It Real" de Miilkbone, que luego aparecería en la canción "West Coast Wu-Tang".
Luego de recibir el respaldo por parte de Lil Wayne, Lamar lanzó su tercer mixtape, C4, en 2009, el cual tuvo una fuerte temática influenciada por el álbum de Wayne "Tha Carter III". Poco después, decidió abandonar su apodo K-Dot y empezó utilizar su nombre de nacimiento. Posteriormente lanzó The Kendrick Lamar EP a fines de 2009. En ese mismo año, Lamar y sus compañeros de TDE, Jay Rock, Ab-Soul y ScHoolboy Q formaron Black Hippy, un súper-grupo de hip-hop. 

### Etapa como artista indepediente (2010-2011)

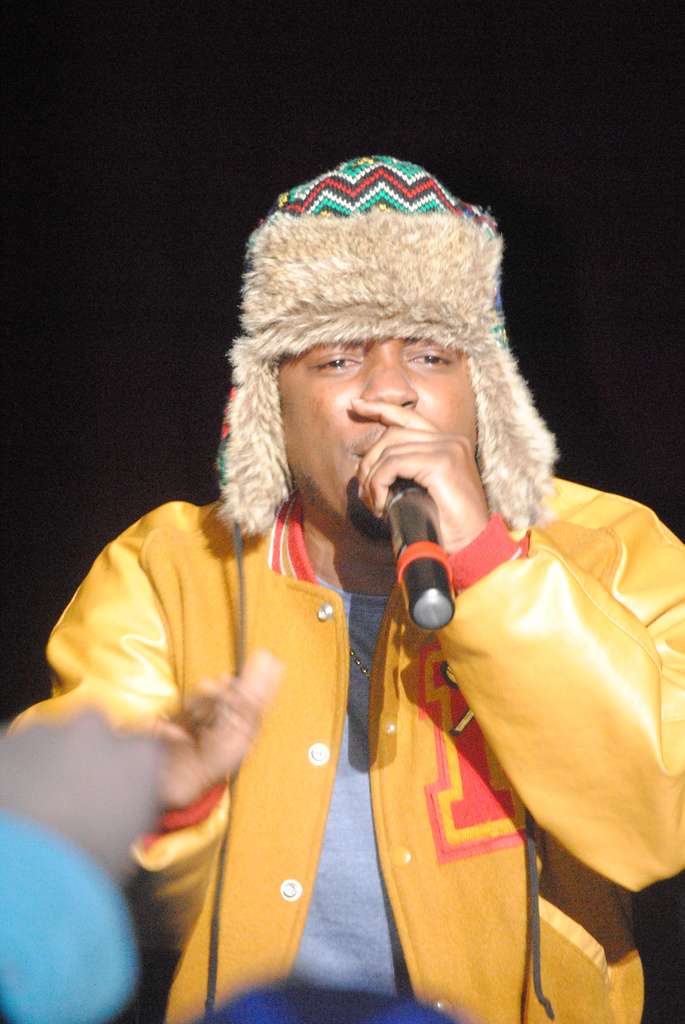
Kendrick Lamar durante 2011.

Con Black Hippy, Kendrick empezó a hacerse un nombre fuerte en la escena underground, gracias a la gira por Estados Unidos que participó junto a Jay Rock y Tech N9ne llamada The Independent Grind Tour, y por el lanzamiento de su mixtape Overly Dedicated en septiembre de 2010, que le fue lo suficientemente bien como para entrar en las listas de éxitos Billboard Top R&B/Hip-Hop Albums, donde alcanzó el puesto 72.
El mixtape contenía una canción llamada "Ignorance Is Bliss", donde Lamar resalta las pandillas de gánsters y los crímenes en las calles. Esta canción en particular hizo que el legendario productor de hip-hop Dr. Dre descubriera a Lamar luego de ver el vídeo musical en YouTube gracias a una conversación que tuvo con J. Cole. Esto generó especulación de que Lamar fuera a firmar en el sello de Dr. Dre, Aftermath Entertainment. En diciembre del 2010, la revista Complex mencionó a Lamar en su segmento de artistas indie destacados.
 

A principios de 2011, Lamar fue incluido en la prestigiosa portada anual de la revista XXL, junto a otros raperos emergentes como Mac Miller, Meek Mill, Fred the Godson y Yelawolf, entre otros. El 11 de abril, anunció el nombre de su siguiente proyecto, Section.80, y al siguiente día publicó su primer sencillo, "HiiiPoWeR", el cual surgió luego de que Lamar haya tenido un sueño donde se encontraba con Tupac Shakur, que le dijo "Sigue haciendo lo que haces, no dejes que mi música muera". La canción se convirtió en un importante movimiento en la cultura hip-hop, que, según explicó Lamar, se trata sobre una respuesta acerca de la naturaleza destructiva que existe en la cultura estadounidense, tanto en lo mainstream pero en especial en la del hip-hop.  Acerca de la discusión sobre si su siguiente proyecto iba a ser un álbum o un mixtape, Lamar se refirió a esto diciendo:  
"Trato a cada proyecto como un álbum. No va a haber nada dejado de lado. Nunca hago algo como eso. Voy a tratar de dar mi mejor esfuerzo, lo mejor de mí. Estoy tratando de lanzar un álbum en 2012." 
En junio de 2011, Lamar lanzó la canción "Ronald Reagan Era'' (His Evils) junto a RZA, el líder del legendario grupo Wu-Tang Clan. El 2 de julio de 2011, Lamar lanzó su primer álbum de estudio de forma independiente, Section.80, que contó con las colaboraciones de GLC, Colin Munroe, Schoolboy Q, y Ab-Soul, así como la producción por parte de Wyldfyer, Terrace Martin y J. Cole. Section.80 vendió 5 mil copias en su primera semana, sin tener ninguna publicidad a través de televisión o radio, además de recibir críticas muy positivas.
El 11 de agosto de 2011, se produjo un suceso clave en la carrera de Lamar; durante un concierto en Los Ángeles, fue nombrado el nuevo "rey de la Costa Oeste" por Snoop Dogg, Dr. Dre y The Game, donde los raperos lo celebraban colocando una corona en su cabeza. El 24 de agosto, Kendrick lanzó el video musical de "ADHD", el cual habla sobre la dependencia a las drogas de la gente nacida en los 80s por culpa de la epidemia de crack de la época que produjo que muchas madres consumieran esa droga estando embarazadas. Esta canción fue aclamada por críticos y el público y, junto a "HiiPoWeR", puso a Lamar en el foco nacional durante 2011. En octubre de 2011, Lamar apareció junto a los raperos B.o.B, quien era uno de los artistas más importantes del momento, Tech N9ne, Machine Gun Kelly, y Big K.R.I.T en los premios BET Awards, que se transmitían por televisión nacional. Además, en octubre Lamar fue elegido por Windows para promocionar el Windows Phone, lanzando una canción llamada "Cloud 10". Durante el resto del año, Lamar apareció en varios álbumes de raperos conocidos, incluyendo el ganador del Grammy Take Care de Drake.

### good kid, m.A.A.d cityy controversias (2012-2013)
El 5 de febrero del 2012, una canción hecha por Lamar llamada "Cartoons and Cereal", se filtró en el Internet. Lamar reveló después que esa canción iba a formar parte de su primer álbum de estudio importante, y que tenía planes de grabar un vídeo musical. A pesar de que la canción logró llegar al puesto #2 del ranking de Complex de las 50 Mejores Canciones del 2012, al final no lograría entrar en el disco. Durante febrero, Lamar se embarcó en el Club Paradise Tour de Drake, abriendo junto a ASAP Rocky y 2 Chainz.
En marzo del 2012, MTV anunció que Lamar había firmado para los sellos Interscope Records y Aftermath Entertainment, marcando el fin de su era como un artista independiente. Bajo las nuevas firmas, los proyectos de Lamar, incluyendo su álbum good kid, m.A.A.d city, serían lanzado a través de Top Dawg, Aftermath, e Interscope. En abril, Lamar anunció el debut de su primer sencillo comercial, "The Recipe", que contó con la voz de Dr. Dre, y que además sería parte de su álbum good kid, m.A.A.d city.

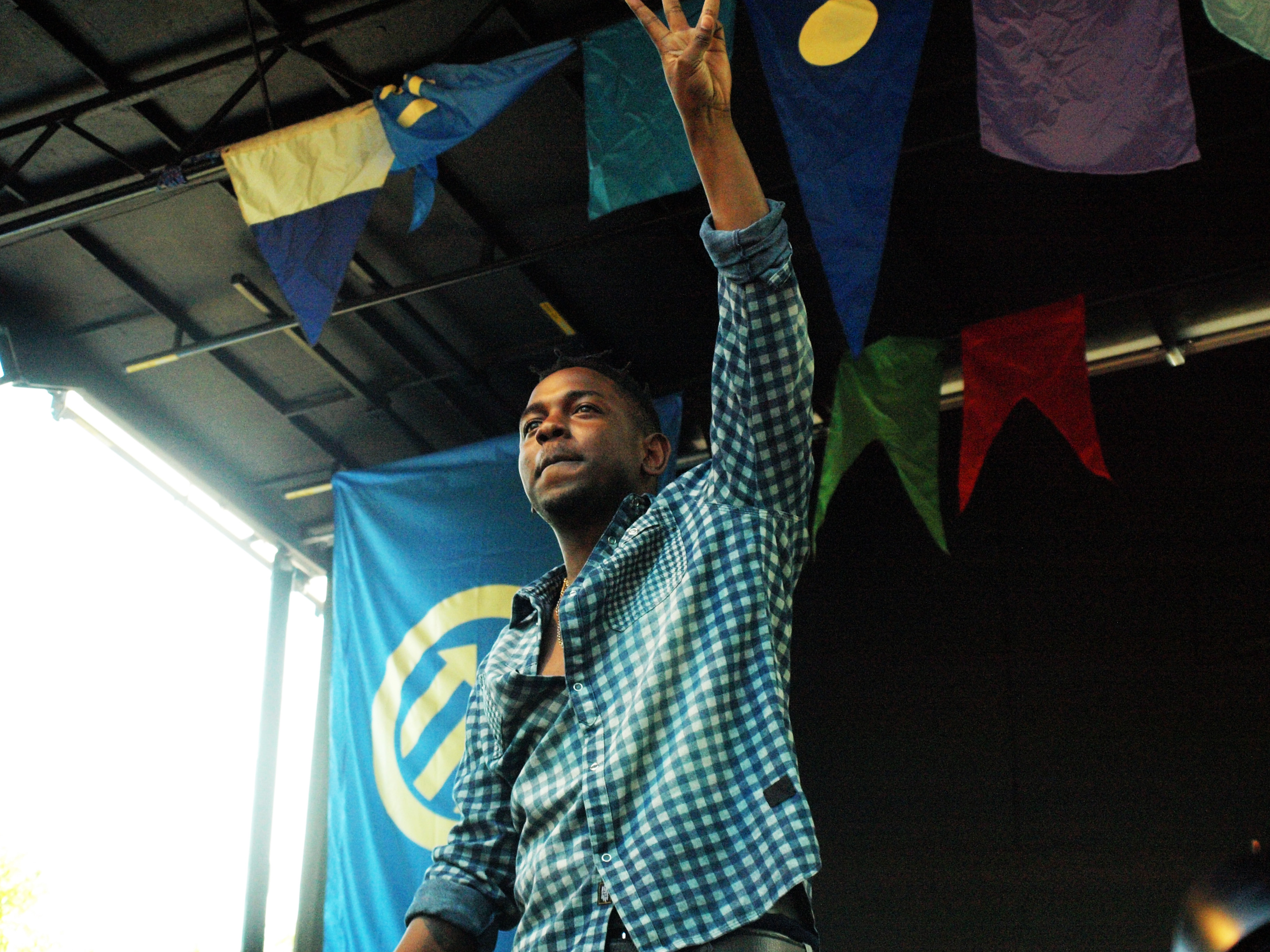
Kendrick Lamar actuando en 2012.

En julio, Top Dawg, Aftermath e Interscope lanzaron "Swimming Pools (Drank)" como el sencillo principal del álbum debut de Lamar. El 3 de agosto se estrenó el vídeo oficial. La canción alcanzó el puesto 17 de las listas Billboard Hot 100. El 15 de agosto de 2012, Lady Gaga anunció vía Twitter que ambos habían grabado una canción llamada "PartyNauseous", que sería parte de su álbum debut. Sin embargo, Gaga se retractó de último momento, citando que se debía a diferencias artísticas que no tenían nada que ver con Lamar. El 17 de agosto, Kendrick lanzó la canción "Westside, Right on Time" junto a Young Jeezy, como parte de la "Top Dawg Entertainment Fam Appreciation Week". Durante 2012, Lamar también fue de tour con el resto de Black Hippy en el BET's Music Matters Tour. 
El 22 de octubre de 2012, salió a la venta el nuevo álbum de estudio de Kendrick Lamar, good kid, m.A.A.d city, publicado por Top Dawg Entertainment, Aftermath Entertainment, y distribuido por Interscope Records. El álbum funge como el debut comercial de Lamar en una compañía discográfica, después de su firma con Aftermath e Interscope a inicios de 2012.
El álbum fue grabado, en su mayoría, en varios estudios en California con productores como Dr. Dre, Just Blaze, Pharrell Williams, Hit-Boy, Scoop DeVille, Jack Splash y T-Minus, entre otros. Anunciado como "un cortometraje por Kendrick Lamar" en la portada, el concepto del álbum sigue la historia de las experiencias adolescentes de Lamar en las calles infestadas de drogas y pandillas en su nativa Compton, California. Desde su publicación, good kid, m.A.A.d city recibió una amplia aclamación de críticos, quienes alabaron su alcance temático y las letras de Lamar. good kid, m.A.A.d city le otorgó a Kendrick cuatro nominaciones en los Premios Grammy en la edición 56.º, incluido Álbum del año.
El álbum fue recibido con excelentes críticas y debutó como número dos en los EE. UU., vendiendo 242.100 copias en su primera semana. Más tarde ese año, Fuse TV nombró el sencillo de Lamar, "Backseat Freestyle" entre las 40 mejores canciones de 2012. En un par de meses, el álbum fue certificado oro por la Asociación de la Industria de Grabación de América (RIAA). HipHopDX nombró a Lamar "MC del Año" por sus actuaciones de fin de año. En noviembre, después de que J. Cole publicara fotos de Lamar y él mismo trabajando en el estudio, este último reveló que los dos todavía están trabajando en un proyecto, pero no dio una fecha de lanzamiento exacta del álbum conjunto.
El lanzamiento del álbum fue apoyado con cinco sencillos – "The Recipe" en colaboración con Dr. Dre, "Swimming Pools (Drank)", "Backseat Freestyle", "Poetic Justice" con Drake y "Bitch, Don't Kill My Vibe". Todos estos cinco sencillos fueron recibidos con éxito en las carteleras. Entre mayo y agosto del 2013, Lamar realizó un tour mundial presentándose con los otros miembros del grupo Black Hippy.

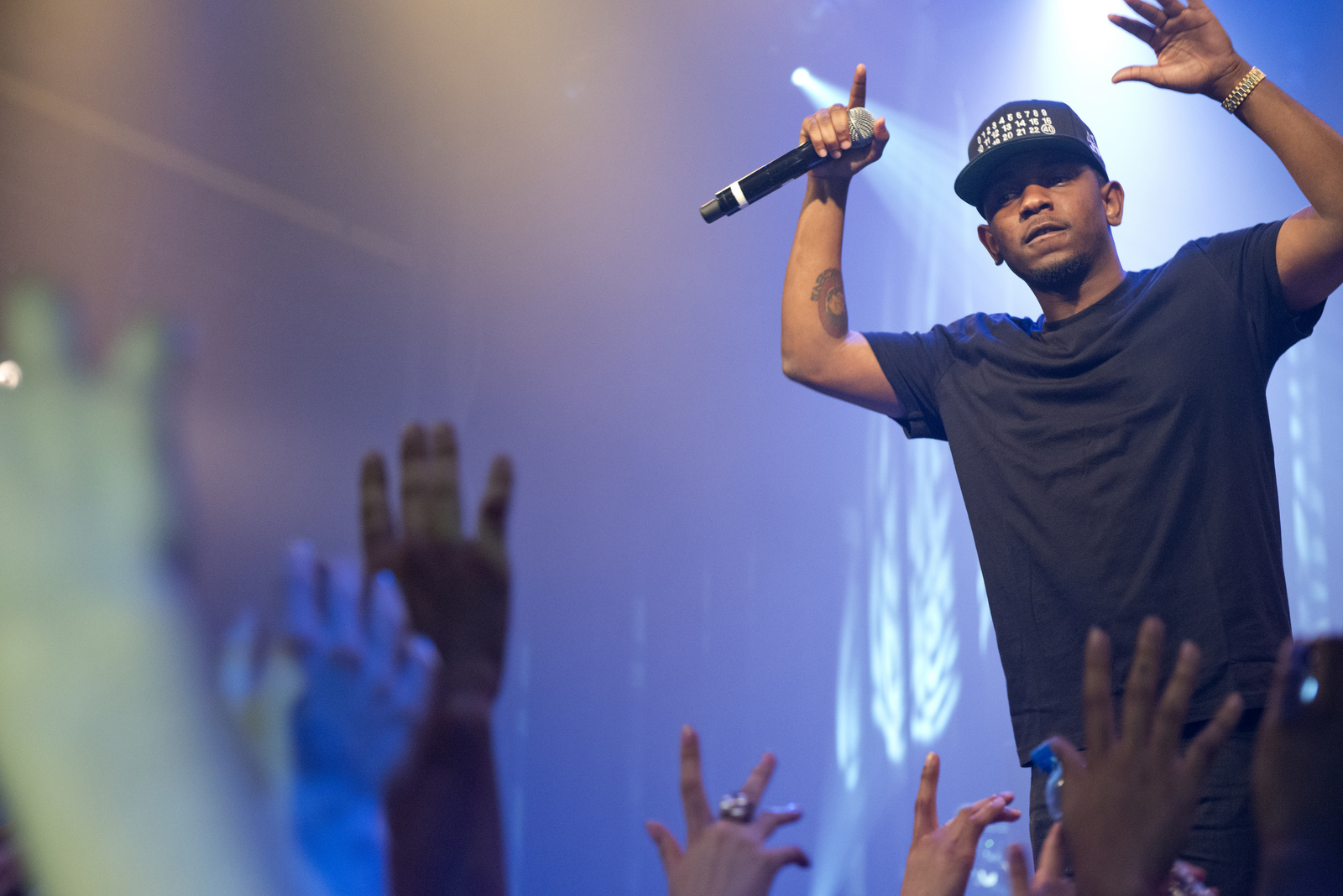
Kendrick Lamar durante un concierto en 2013.

En agosto del 2013, el verso de Kendrick en la canción "Control" de Big Sean, impactó al mundo del hip-hop. En el verso, Kendrick alegaba de "asesinar" líricamente a cualquier otro rapero emergente, nombrando a J. Cole, Big K.R.I.T., Wale, Pusha T, Meek Mill, A$AP Rocky, Drake, Big Sean, Jay Electrónica, Tyler, the Creator y Mac Miller. En el verso, Kendrick se denomina a sí mismo como el "Rey de Nueva York", lo que causó controversia entre los raperos de Nueva York. Varios raperos provenientes de esta ciudad, como Puff Daddy, Papoose, The Mad Rapper, Mickey Factz, JR Writer, Mysonne, Joell Ortiz y más, se ofendieron con esa declaración. Además, otros raperos como Meek Mill, Lupe Fiasco, Cassidy, Joe Budden, King L, Bizarre y B.o.B, así como muchos otros, lanzaron una respuesta o un diss track. En los días siguientes al lanzamiento de la canción, la cuenta de Twitter de Lamar aumentó un 510% de seguidores.
En noviembre del 2013, fue nombrado por GQ como el "Rapero del Año", y apareció en la portada del segmento de la revista "Persona del Año". Durante la entrevista, Kendrick anunció que empezaría a trabajar en su nuevo álbum en enero del 2014.
Lamar ganó cinco premios en los BET Hip Hop, incluyendo Álbum del Año y Compositor del Año (de los cuales también había ganado el año anterior). En la entrega de premios, Lamar triunfó con "Money Trees" y también se presentó junto a sus compañeros de la disquera Top Dawg Entertainment, Jay Rock, Schoolboy Q, Isaiah Rashad, y Ab-Soul. Además, consiguió siete nominaciones a los Premios Grammy, incluyendo Álbum del año, Mejor Artista Novel y Mejor canción de rap, pero no ganó ninguno. Lamar actuó en la ceremonia interpretando "m.A.A.d city" y un remix de "Radioactive" junto a la banda estadounidense Imagine Dragons.

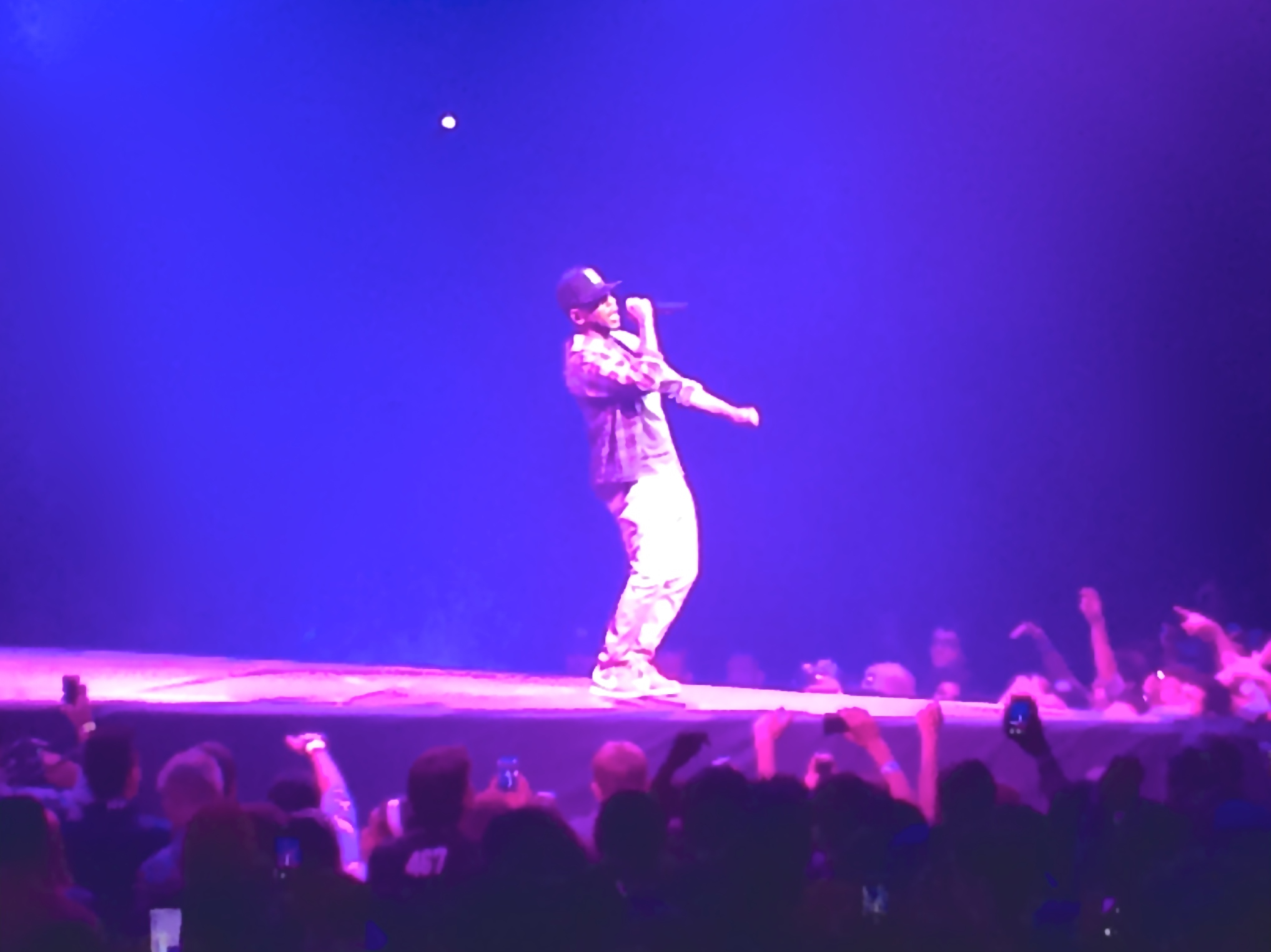
Kendrick Lamar durante el concierto de Yeezus Tour.

### To Pimp a Butterfly y Untitled Unmastered (2014-2016)
El 28 de febrero de 2014, en una entrevista de Billboard, Kendrick anunció que estaba trabajando en un nuevo álbum que tenía pensado lanzar en septiembre de ese mismo año. El 23 de septiembre de 2014, Lamar sacó "i", el primer sencillo de su tercer álbum de estudio. Lamar interpretó su nuevo sencillo en Saturday Night Live en noviembre. No fue la primera aparición del californiano en el programa, pues ya había interpretado el remix de "Radioactive" en febrero de 2014 y "Swimming Pools (Drank)" junto a "Poetic Justice" en enero de 2013. En diciembre de 2014 se anunció que firmó un contrato con la marca deportiva Reebok. El 17 de diciembre de 2014, Lamar estrenó una nueva canción, cuyo título no se conoce, en uno de los últimos episodios de The Colbert Report. El 8 de febrero de 2015, Kendrick ganó el Grammy a la mejor interpretación de rap y el Grammy a la mejor canción de rap por "i" en la 57.ª edición de los Grammy. El día después de los Grammy, Lamar lanzó el segundo sencillo de su próximo disco, "The Blacker the Berry".
El mes siguiente, y debido a un error por Interscope, Kendrick Lamar sacó a la luz su tercer álbum de estudio llamado To Pimp a Butterfly en iTunes y Spotify, una semana antes de su lanzamiento. No obstante, debutó en la primera posición en la lista Billboard 200 tras vender 324.000 copias en su primera semana, y estableció el récord de mayor streaming de Spotify en el primer día de lanzamiento de un álbum (9.6 millones). El disco fue aclamado por los críticos, quienes destacaron su variedad musical y la relevancia social de las letras de Lamar. El álbum también lideró varias listas de los mejores álbumes de 2015, entre ellas las de Rolling Stone, Consequence of Sound y Pitchfork. Ha sido el álbum de rap con mejor clasificación por el sitio web Metacritic, obteniendo una clasificación de 96/100.

En mayo, Lamar colaboró junto a Taylor Swift en la canción "Bad Blood", así como también apareció en el vídeo musical. El sencillo alcanzó el puesto #1 en la lista Billboard Hot 100. To Pimp a Butterfly produjo otros tres sencillos con vídeos musicales, "King Kunta", "Alright" y "These Walls". El vídeo musical de "Alright" obtuvo cuatro nominaciones en los MTV Video Music Awards del 2015, incluyendo Vídeo del Año y Mejor Vídeo Musical por un Artista Masculino. La canción "For Free? (Interlude)" también tuvo un vídeo musical, así como también "u" y "For Sale" como parte del corto "God Is Gangsta". Kendrick tocó una nueva canción, "Untitled 2" en The Tonight Show Starring Jimmy Fallon, en enero del 2016. Los críticos de Billboard comentaron a fin de año: 
"Hace veinte años, una grabación de rap sobre consciencia social no habría penetrado en lo mainstream de la forma en que Kendrick Lamar lo hizo con To Pimp a Butterfly. Su sentido del tempo es impecable. En medio de los casos desenfrenados de brutalidad policial y tensión racial en todo Estados Unidos, él arroja líneas crudas y agresivas mientras posiblemente haga bailar a un montón."

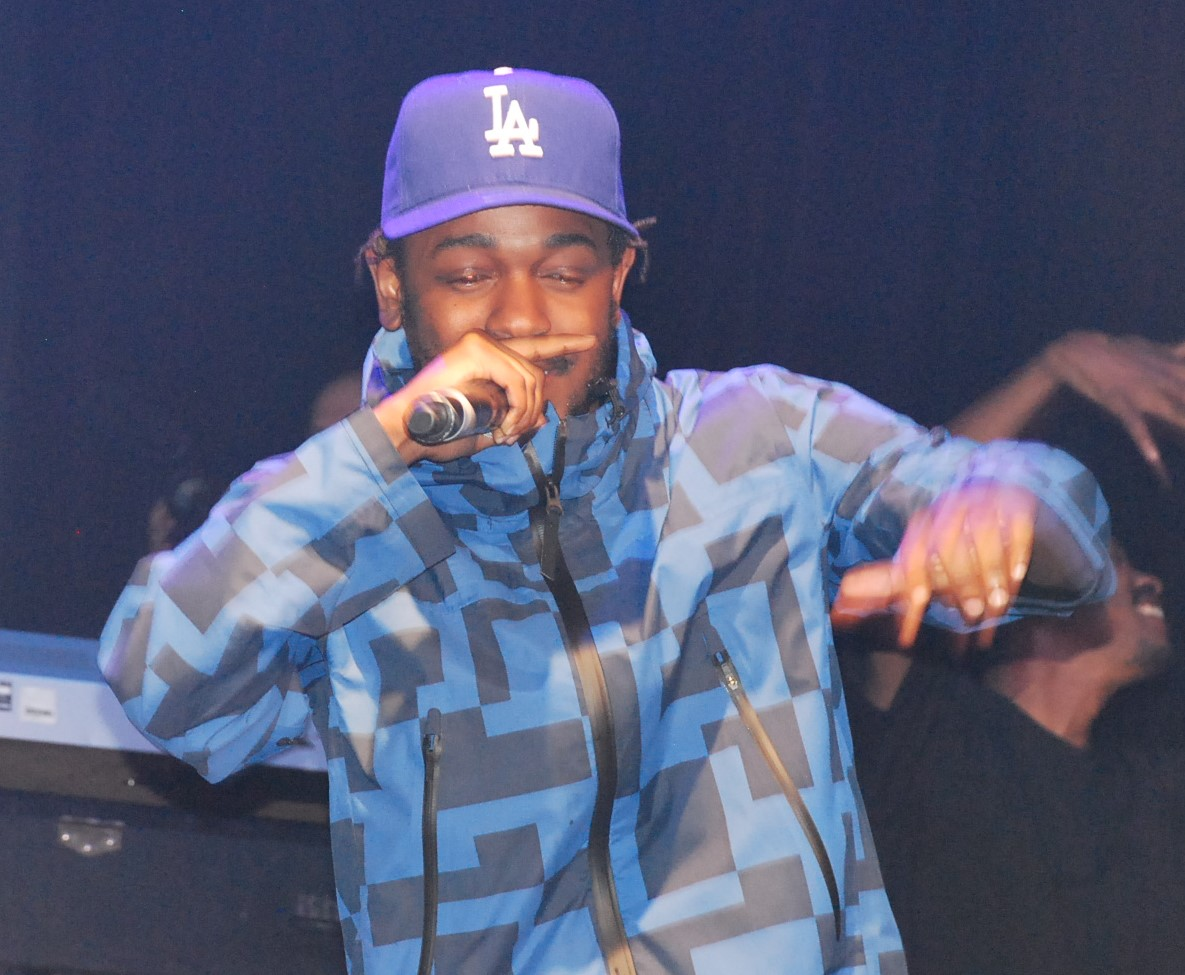
Kendrick Lamar tocando en el Hollywood Palladium antes de un concierto en los Grammy. 2015.

Mientras, los editores de Pitchfork comentaron que "forzó a los críticos a pensar más profundo acerca de la música. Es un álbum hecho por el más grande rapero de su generación." El productor Tony Visconti contó que el álbum Blackstar de David Bowie fue influido por el trabajo de Lamar: "Estábamos escuchando mucho a Kendrick Lamar. Nos encantó el hecho de que Kendrick fuera tan abierto de mente y no hiciera un disco de puro hip-hop. Tiró de todo en eso, y eso es exactamente lo que queríamos hacer." Además habló de Lamar como un "rompedor de reglas" en la industria musical.
"Su álbum To Pimp a Butterfly rompió todas las reglas del libro, tenía un número uno pegado a la cima de las listas de éxitos. Uno pensaría que ciertos sellos aprenderían de esa forma. Pero se llevan a alguien que está ahí fuera y dicen: 'Eso es lo que la gente quiere'. No, la gente quiere eso durante una semana. No quieres la misma canción todos los días de tu vida".
Lamar ganó cinco premios Grammy en la ceremonia n 58°, incluyendo Mejor Álbum de Rap por To Pimp a Butterfly. Otras nominaciones incluyeron Álbum del Año y Canción del Año. En la ceremonia, Lamar tocó una mezcla de "The Blacker the Berry" y "Alright". Fue catalogado por Rolling Stone y Billboard como el mejor momento de la noche, con el último escribiendo que fue "una de las mejores actuaciones en vivo de la historia de la TV".
El 4 de marzo de 2016, Lamar publicó un álbum recopilación titulado untitled unmastered, el cual contenía ocho canciones sin título, solo fechadas. Lamar confirmó posteriormente que las canciones eran demos incompletos de la grabación de To Pimp A Butterfly. El álbum debutó posicionándose en el #1 de la lista Billboard 200 US.

### DAMN. y Black Panther (2017-2022)
El 23 de marzo de 2017, Lamar lanzó un sencillo promocional "The Heart Part 4". Una semana después.l Lamar lanzó el sencillo principal de su nuevo álbum de estudio, titulado "HUMBLE.", acompañado de su video musical. El 7 de abril de 2017, su cuarto álbum de estudio estuvo disponible para ordenar y se confirmó que se lanzará el 14 de abril de 2017. El 11 de abril, Lamar anunció el título del álbum, Damn (estilizado como DAMN.), así como la lista de canciones, que confirmó las colaboraciones por parte de Rihanna, Zacari y U2. El álbum fue lanzado el 14 de abril de 2017 con excelentes críticas, y un escritor de Rolling Stone lo describió como una combinación de "la vieja escuela y el siguiente nivel". Marcó su tercer álbum número uno en la lista Billboard 200, y el sencillo "Humble" se convirtió en su primer número uno como artista principal en el Billboard Hot 100. El 4 de mayo de 2017, Damn fue certificado platino por la Recording Industry Association of America (RIAA). Lamar luego lanzó una versión coleccionionsta de DAMN. a mediados de diciembre de 2017, con la lista de canciones del álbum original en orden inverso.
Junto con Anthony Tiffith, fundador de Top Dawg Entertainment, Lamar produjo y dirigió la banda sonora de la película Black Panther, de superhéroes de Marvel Studios, titulada "Black Panther The Album Music From And Inspired By". Un sencillo de la banda sonora, "All the Stars", fue lanzado en enero de 2018, y cuenta con la cantante SZA. Poco después, otra canción, titulada "King's Dead", fue lanzada por Jay Rock con Lamar, Future y James Blake. El tercer sencillo, "Pray For Me", de Lamar y The Weeknd, fue lanzado en febrero de 2018, antes del lanzamiento del álbum en ese mes. Black Panther The Album Music From And Inspired By fue lanzado el 9 de febrero de 2018 con aclamación universal y excelentes críticas.
En enero de 2018, el acuerdo de publicación de canciones de Lamar con Warner / Chappell Music comenzó a expirar. Top Dawg Entertainment, que representa a Lamar, está buscando entre US$ 20 y US$ 40 millones por el catálogo del rapero. Lamar abrió los 60° premios Grammy anuales con una mezcla de "XXX.", "LUST.", "DNA.", "HUMBLE.", "King's Dead" y "New Freezer" de Rich the Kid. También fue nominado para siete premios, incluyendo Álbum del año y Mejor álbum de rap por DAMN., Grabación del año, Mejor interpretación de rap, Mejor canción de rap y Mejor vídeo musical por "HUMBLE.", y Mejor interpretación Rap por "LOYALTY." con Rihanna. Lamar finalmente ganó cinco premios en la ceremonia, por Mejor álbum de rap, Mejor interpretación de rap, Mejor canción de rap, Mejor vídeo musical y Mejor interpretación de rap.
En julio de 2018, Lamar hizo su debut como actor en la quinta temporada de la serie dramática Power de Starz, interpretando a un drogadicto dominicano llamado Laces. El reparto de Lamar surgió de su amistad con el rapero 50 Cent, quien también es productor ejecutivo y protagonista de la serie. El creador de la serie Courtney A. Kemp dijo que Lamar le dijo a 50 Cent que quería estar en el programa y que 50 Cent organizó la presentación. Lamar quería retratar a un personaje que no se parecía a su personalidad musical, y se inspiró en varias personas que conoció cuando creció en Compton. También comparó su preparación para la actuación con su composición de canciones, y dijo que prefiere "tener siempre ese espacio abierto para evolucionar". La actuación de Lamar fue alabada por críticos y espectadores.
El 13 de febrero de 2022, encabezó el espectáculo de medio tiempo del Super Bowl LVI junto a Dr. Dre, Snoop Dogg, Mary J. Blige y Eminem. La actuación recibió elogios por parte de la crítica y le valió su primer galardón en los Premios Primetime Emmy.

### 2020–2023: Mr. Morale & the Big Steppers
El 5 de marzo de 2020, Lamar y Dave Free lanzaron la entidad creativa PGLang, que fue descrita en ese momento como una compañía de servicios multilingüe y amigable con los artistas. En octubre, firmó un acuerdo mundial de administración con Universal Music Publishing Group. Lamar anunció a través de una publicación en un blog en agosto de 2021 que estaba en proceso de producir su último álbum bajo TDE, confirmando los rumores que surgieron el año anterior sobre que dejaría el sello para enfocarse en PGLang. La semana siguiente, apareció en el sencillo "Family Ties" de Baby Keem, el cual ganó el premio a Mejor Interpretación de Rap en los 64.os Premios Grammy. Lamar hizo contribuciones adicionales al álbum The Melodic Blue de Baby Keem, proporcionando voces de fondo y apareciendo en la canción "Range Brothers". En noviembre, realizó una "exhibición teatral de sus eras musicales" durante su segunda actuación principal en el festival Day N Vegas y participó en el álbum Drones de Terrace Martin. Coprotagonizó el espectáculo de medio tiempo del Super Bowl LVI junto a Dr. Dre, Snoop Dogg, Eminem, 50 Cent y Mary J. Blige el 13 de febrero de 2022, lo que le valió el Premio Primetime Emmy por Especial de Variedades Sobresaliente (En Vivo).
Tras lanzar el sencillo promocional "The Heart Part 5", el quinto álbum de Lamar, Mr. Morale & the Big Steppers, fue lanzado el 13 de mayo de 2022. Él y Alford usaron la portada del álbum para revelar el nacimiento de su hijo, Enoch. El doble álbum contó con influencias de jazz, R&B, trap y soul; Alford fue su narradora principal. Fue aclamado por la crítica, que elogió la vulnerabilidad de las letras de Lamar y su amplitud. Todas las canciones del álbum ingresaron en el Hot 100; sus tres sencillos—"N95", "Silent Hill" y "Die Hard"—debutaron en el top 10. Vendiendo 295,000 unidades en su primera semana, Mr. Morale & the Big Steppers se convirtió en el cuarto álbum consecutivo de Lamar en llegar al número uno en el Billboard 200. Más tarde, se convirtió en el primer álbum de hip hop de 2022 en alcanzar mil millones de reproducciones en Spotify.
En apoyo de Mr. Morale & the Big Steppers, Lamar inició la gira Big Steppers Tour, que se extendió de julio de 2022 a marzo de 2024. La gira generó $110.9 millones en ingresos mundiales, convirtiéndose en la gira de rap más lucrativa de la historia en ese momento. Lamar escribió, codirigió y fue productor ejecutivo de la adaptación en cortometraje de la canción "We Cry Together", que fue lanzada en septiembre de 2022. Un concierto filmado que acompañaba a la gira, Kendrick Lamar Live: The Big Steppers Tour, se lanzó en noviembre de 2022. Lamar ganó el premio a Artista Masculino Favorito de Hip Hop en los American Music Awards de 2022 y Álbum de Hip Hop Favorito por Mr. Morale & the Big Steppers. Recibió seis premios en los BET Hip Hop Awards de 2022, incluido Álbum del Año. Durante la 65.ª entrega de los Premios Grammy, Mr. Morale & the Big Steppers fue nombrado Mejor Álbum de Rap, mientras que "The Heart Part 5" ganó Mejor Interpretación de Rap y Mejor Canción de Rap.
En mayo de 2023, Lamar apareció en la versión independiente del sencillo de Beyoncé "America Has a Problem" y en el sencillo "The Hillbillies" de Baby Keem. Ganó cuatro premios en los BET Hip Hop Awards de 2023 y estableció cuatro récords en el proceso. Lamar fue parte del documental concierto Renaissance: A Film by Beyoncé y fue productor ejecutivo del cortometraje de Baby Keem, adaptación de The Melodic Blue. De manera discreta, rompió sus lazos con Aftermath Entertainment y firmó un nuevo acuerdo de licencia directa con Interscope.

### 2024–presente:GNXy diss con Drake
El conflicto de Lamar con Drake se reavivó en marzo de 2024 con su aparición sorpresa en la canción "Like That" de Future y Metro Boomin. La canción pasó tres semanas consecutivas en el número uno del Billboard Hot 100, convirtiéndose en el tercer sencillo número uno de Lamar y en su primera canción en debutar en el primer lugar. De abril a mayo, lanzó sencillos dirigidos a Drake como «Euphoria», «6:16 in LA», «Meet the Grahams» y «Not Like Us»; todos fueron bien recibidos o aclamados por los críticos. El último sencillo se convirtió en la primera canción de rap en liderar el Hot 100 con una semana de seguimiento limitada. Un concierto único de celebración, titulado The Pop Out: Ken & Friends, se realizó el 19 de junio (Juneteenth). El 8 de septiembre de 2024, se anunció que Lamar encabezaría el espectáculo de medio tiempo del Super Bowl LIX, siendo la primera vez que un rapero lideraría la actuación como solista. Tres días después, el 11 de septiembre, lanzó una canción sorpresa sin título en su Instagram.
Fuera de la música, Lamar protagonizó la película documental animada Piece by Piece (2024). Firmó para producir una comedia junto a Free, Trey Parker y Matt Stone para Paramount Pictures, programada para ser lanzada el 4 de julio de 2025.
Lamar lanza el 22 de noviembre de 2024 su nuevo álbum titulado GNX. Este mismo contiene 12 pistas, haciendo que el álbum tenga una duración total de 44 minutos y 12 segundos. Entre las canciones, se incluye «squabble up» dicha canción se dejo oír un fragmento en el video musical «Not Like Us». El álbum cuenta con la participación de artistas como: SZA, Dody6, Ink, Roddy Ricch, Sam Dew, AzChike, Hitta J3, Peysoh y Young Threath

## Reconocimientos
Lamar ha ganado veintidós Premios Grammy. En 2014, recibió siete nominaciones a la 56.ª entrega de los Premios Grammy, incluyendo una nominación para el Álbum del Año, para good kid, m.A.A.d city. En 2015 durante la 57.ª entrega de los Premios Grammy, Lamar con su sencillo "i" ganó dos Premios Grammy, Premio Grammy a la Mejor Interpretación de Rap y Premio Grammy a la Mejor Canción de Rap. En 2016 se celebró la 58° ceremonia de los Grammy, donde Lamar recibe su segunda nominación para Álbum del Año por To Pimp a Butterfly y obtuvo los galardones Grammy a la mejor canción de rap y Mejor Interpretación de Rap por su tema "Alright". A su vez compartió el premio con Taylor Swift para el Mejor Videoclip musical por "Bad Blood" y el premio a Mejor Colaboración de Rap/Cantada con Bilal, Ana Wise y Thundercat por el tema "These Walls". En el año 2018 se llevan a cabo los 60° Premios Grammy, cita que apuntó a ser el año de Kendrick Lamar, llevándose todos los premios de la categoría Rap, entre ellos el de Mejor Interpretación de Rap Cantado por "LOYALTY." junto a Rihanna, Mejor Álbum de Rap por DAMN. pasando sobre Culture de Migos y 4:44 de Jay-Z y el triple galardón a Mejor Interpretación de Rap, Mejor Canción de Rap e inclusive el Mejor Vídeo Musical por su tema HUMBLE. En 2025, recibió siete nominaciones en la 67.ª entrega de los Premios Grammy, y acabó ganando 5 de ellas, siendo todas premiadas a la canción "Not Like Us", haciéndola la canción de rap con más Grammys de la historia.
Lamar ha recibido dos honores cívicos. El 11 de mayo de 2015, recibió el Premio Icono Generacional de Compton de parte de Isadore Hall III, Senador de EE. UU. que representa el distrito número 35 de California. Desde el piso senado, Lamar dijo al legislador, "Siendo de la Ciudad de Compton y conociendo los barrios y parques en los que he jugado, siempre pensé cuán grande sería la oportunidad de devolver a mi comunidad fuera de lo que hago en música." El 13 de febrero de 2016, el Alcalde de Compton, Aja Brown presentó a Lamar con la llave de la ciudad , para "que represente la evolución de Compton, que incorpora nuestra nueva visión."
El álbum de Lamar good kid, m.A.A.d city, fue nombrado como uno de "Los 100 mejores discos de debut de todos los tiempos" por la revista Rolling Stone. To Pimp a Butterfly se clasificó por muchas publicaciones como el mejor disco de 2015. En 2015, Billboard incluye a Lamar dentro de " Los 10 raperos más grandes de todos los tiempos." La revista Complex ha clasificado Lamar dentro de "Los 20 mejores raperos de los últimos 20 años" en las listas anuales en 2013, 2015 y 2016.
En junio de 2017, Lamar, en los BET Awards salió vencedor en la categoría mejor artista masculino de Hip-Hop. Además, se transformó en el primer artista en estar 3 meses en la cima del Ranking del sitio hispano Rocktails, con su canción "YAH."
El 16 de abril de 2018, Kendrick Lamar hace historia al ser el primer rapero en recibir el Premio Pulitzer en la categoría música, por su aclamada producción discográfica DAMN. A su vez, el galardón lo convierte en el primer músico no intérprete de Jazz o Música clásica en obtenerlo. En la reseña se describe el álbum como: "Una colección de canciones virtuosas unificadas por su autenticidad vernácula y dinamismo rítmico que ofrece viñetas que capturan la complejidad de la vida afroamericana moderna."
En junio de 2025 Lamar ganó un premio Nickelodeon Kids' Choice Awards por la colaboración musical favorita junto a SZA por «Luther».

## Videojuegos
El rapero participa en el videojuego GTA V con las canciones "A.D.H.D", "Swimming Pools", "Collard Greens" de ScHoolboy Q, "Illuminate" de Ab-Soul y "Hood Gone Love It", de Jay Rock, en las que colabora. Kendrick Lamar fue partícipe del tráiler de Franklin, uno de los tres protagonistas de Grand Theft Auto V. Además de aparecer en el videojuego GTA V, Kendrick Lamar aparece en el videojuego Saints Row IV con la canción "Swimming Pools".

## Arte

#### Influencias
Kendrick Lamar ha declarado que Tupac Shakur, The Notorious B.I.G., Jay Z, Nas y Eminem son sus cinco raperos favoritos. Tupac Shakur es su mayor influencia, y ha influido tanto en su música como en su estilo de vida cotidiano. En una entrevista de 2011 con Rolling Stone, Lamar mencionó a Mos Def y Snoop Dogg como raperos de los que escuchó y tomó influencia durante sus primeros años. También cita al rapero DMX como una influencia: "DMX realmente me hizo iniciar en la música", explicó Lamar en una entrevista con Power 99 de Filadelfia. "El primer álbum It's Dark and Hell Is Hot es un clásico, así que él tuvo una influencia en mí". También ha declarado a Eazy-E como una influencia en un post de Complex que dice: "No estaría aquí hoy si no fuera por Eazy-E".
En una entrevista de septiembre de 2012, Lamar declaró que el rapero Eminem "influyó en gran parte de mi estilo" y desde entonces ha acreditado a Eminem por su propia agresión, en canciones como "Backseat Freestyle". Lamar también dio crédito al trabajo de Lil Wayne en Hot Boys por influir en su estilo y elogió su longevidad. Dijo que también creció escuchando a Rakim, Dr. Dre y a Tha Dogg Pound. En enero de 2013, cuando se le pidió que nombrara a tres raperos que han desempeñado un papel en su estilo, Lamar dijo: "Probablemente sea más una influencia de la costa oeste. Un poco de Kurupt, Tupac, con parte del contenido de Ice Cube." En una entrevista de noviembre de 2013 con GQ, cuando se le preguntó "¿Los cuatro MC que hicieron a Kendrick Lamar?", respondió a Tupac Shakur, Dr. Dre, a Snoop Dogg y a Mobb Deep, además a Prodigy. Lamar profesó haber sido influenciado por el trompetista de jazz Miles Davis y a Parliament-Funkadelic durante la grabación de To Pimp a Butterfly.

#### Estilo musical
Lamar ha sido calificado como el "nuevo rey del hip hop" en numerosas ocasiones. Forbes dijo que, en la posición de Lamar como el "rey" del hip hop, "Kendrick Lamar puede o no ser el mejor rapero vivo en este momento. Sin duda, está en las listas muy cortas de artistas en la conversación". Lamar se refiere con frecuencia a a sí mismo como el "mejor rapero vivo" y una vez se llamó a sí mismo "El rey de Nueva York".
Sobre el tema de su género musical, Lamar ha dicho: "Realmente no puedes categorizar mi música, es música humana". Los proyectos de Lamar suelen ser álbumes conceptuales. Los críticos encontraron a good kid, m.A.A.d city fuertemente influenciada por el hip hop de la Costa Oeste y el rap gangsta de los 90. Su tercer álbum de estudio, To Pimp a Butterfly, incorpora elementos de funk, jazz, soul y poesía hablada.
Llamado "un rapero amigable con la radio pero abiertamente político" por Pitchfork, Lamar ha sido calificado como "maestro de la narración" y sus letras han sido descritas como "una cuchillada de katana" y su flow ágil y habilidoso. La escritura de Lamar generalmente incluye referencias al racismo, el empoderamiento de los negros y la injusticia social, que se comparan con un discurso del Estado de la Unión por The Guardian. Su escritura también ha sido llamada "confesional" y controvertida. The New York Times ha calificado el estilo musical de Lamar como anti-extravagante, interior y complejo, y lo ha calificado de rapero técnico. Billboard describió su lirismo como "Shakespeare".

## Vida privada
En abril de 2015, Lamar se comprometió con su novia Whitney Alford. Es el primo del jugador de la NBA, Nick Young, además de ser primo del rapero Baby Keem. Solía fumar cannabis hasta el 2012, pero desde entonces ha dejado de hacerlo. 
Al igual que Dr. Dre, asistió al Centennial High School en Compton. Lamar fue un buen estudiante, lo cual lo ayudó mucho en crear sus propias letras de rap. Ha mencionado muchas veces que su pasatiempo preferido es escribir, para ello comienza haciendo poemas, los que al final terminan por ser canciones de rap. También ha dicho en los medios que ha visto muchas veces familiares muriéndose en sus sueños durante años. 
Hubo un tiempo en el que Lamar estuvo luchando con el alcohol, al cual terminó superando. En 2012 lanzó un sencillo llamado "Swimming Pools", en el cual menciona los altos y bajos del consumo del alcohol.

#### Religión
Lamar es un cristiano devoto, y dice que se convirtió después de la muerte de un amigo. Ha sido franco acerca de su fe, tanto en su música como en entrevistas. Anunció a una audiencia en el Staples Center durante el "Yeezus Tour" de Kanye West que se había bautizado en 2013. Lamar ha acreditado a Dios por su fama y su liberación del crimen que a menudo afectó a Compton en la década de 1990. Lamar también cree que su carrera es divinamente inspirada y que tiene un mayor propósito de servir a la humanidad, y dijo en una entrevista con Complex: "Tengo un mayor propósito, Dios puso algo en mi corazón para transmitir y eso es lo que voy a hacer. concentrarme en usar mi voz como instrumento y hacer lo que se necesita hacer". 

En 2014, Lamar se vistió como Jesús para Halloween y cuando se le preguntó sobre su decisión, dijo:
Si quiero idolatrar a alguien, no voy a hacer de un monstruo aterrador, no voy a hacer de otro artista o un ser humano, voy a idolatrar al Maestro, al quien siento que es el Maestro, y trataré de caminar en su luz. Es difícil, es algo que probablemente nunca podría hacer, pero lo intentaré. No solo con el atuendo sino en la vida cotidiana. El atuendo es solo la imagen, pero lo que está dentro de mí se mostrará más tiempo.
Las líneas introductorias de su álbum good kid, m.A.A.d city, en la canción Sherane a.k.a Master Splinter's Daughter, junto a la canción Sing About Me I'm Dying of Thirst incluyen una forma de La oración del pecador. El cuarto álbum de estudio de Lamar, DAMN. tiene un tema recurrente basado en la religión y la lucha.

#### Política y activismo
Durante las elecciones presidenciales de 2012, Lamar declaró: "Yo no voto. No hago ninguna votación, seré sincero contigo. No creo en ninguna de las cosas que están sucediendo en el mundo". Él continuó diciendo que votar fue inútil, y dijo: "Cuando digo que el presidente ni siquiera puede controlar el mundo, definitivamente sabes que hay algo más presionando los botones. Podrían hacer lo que quieran, todos somos títeres".

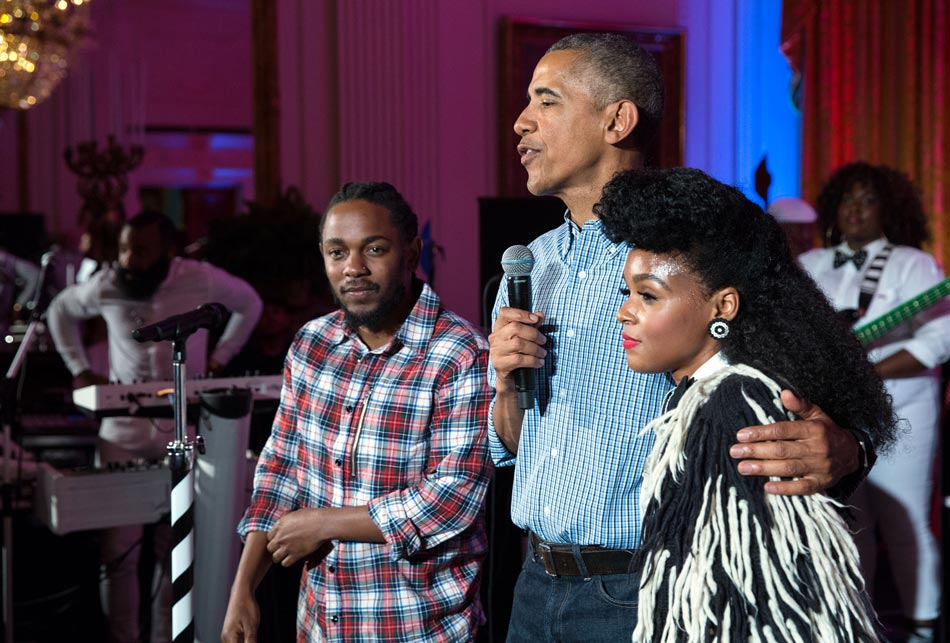
Kendrick Lamar junto a Barack Obama. 2016.

Varios días antes de las elecciones presidenciales de 2012, Lamar revirtió su afirmación anterior de que no iba a votar y dijo que votaba por Barack Obama porque Mitt Romney no tiene un "buen corazón". Lamar se reunió más tarde con el presidente Obama en enero de 2016 para promocionar el desafío de My Brother's Keeper de Obama. Hablando sobre la reunión, Lamar dijo: "Tendemos a olvidar que las personas que han alcanzado una cierta posición son humanas". Antes de la reunión, Obama dijo en una entrevista que su canción favorita de 2015 era de Lamar, "How Much A Dollar Cost".

## Polémica
La canción de Lamar "The Blacker the Berry", el segundo sencillo de To Pimp A Butterfly, fue lanzada el 9 de febrero de 2015. La canción generó controversia siguiendo las líneas: "Entonces, ¿por qué lloré cuando Trayvon Martin estaba en la calle, cuando pandillear me hace matar un negro más negro que yo? ¡Hipócrita!" qué personas percibieron como Lamar juzgando a la comunidad negra. Lamar luego habló sobre las letras en una entrevista de NPR, diciendo: "No soy yo quien apunta a mi comunidad; soy yo apuntándome a mí mismo, no hablo de estas cosas si no las he vivido, y he lastimado a gente en mi vida. Es algo en lo que aún tengo que pensar cuando duermo por la noche ".
Tras el lanzamiento del sencillo "HUMBLE." de Lamar, Kendrick se enfrentó a una reacción violenta por las líneas "Estoy tan jodidamente cansado de Photoshop / Muéstrame algo natural como afro de Richard Pryor / Muéstrame algo natural como un culo con algunas estrías", y fue acusado de sofocar secciones de mujeres que disfrutan del maquillaje en un intento de ser edificante. Su compañera de sello, SZA, defendió más tarde a Lamar. La modelo que apareció en el vídeo musical de "HUMBLE." también fue atacada en las redes sociales debido a su papel en el vídeo.

#### Disputas con otros raperos
En agosto de 2013, Lamar apareció en la canción "Control" de Big Sean, con Jay Electrónica y Lamar. En su verso, Lamar nombró a varios raperos diciéndoles que iba a "asesinar a su competencia". El verso reunió respuestas y diss tracks de artistas como Joe Budden, Papoose, Meek Mill, Diddy, Lupe Fiasco y B.o.B. Rolling Stone llamó al verso "Uno de los momentos de rap más importantes de la década".
Se ha informado que Kendrick Lamar está en una pelea con Drake. Complex llamó a su relación "complicada", Genius lo llamó una "guerra subliminal" y GQ lo llamó una "guerra fría" debido a la popularidad masiva de ambos artistas. La tensión reportada entre los artistas comenzó después de que el sencillo "Control" de Big Sean con Kendrick Lamar y Jay Electrónica fuera lanzado en agosto de 2013. En su verso, Lamar afirmó que iba a "asesinar" líricamente a todos sus competidores, incluido Drake. Antes del verso, Lamar había aparecido en "Buried Alive Interlude" de Drake, y Drake apareció en el sencillo "Poetic Justice" de Lamar, y ambos aparecieron en la canción de A$AP Rocky, "Fuckin 'Problems". Drake respondió el verso de "Control" de Lamar en una entrevista con Billboard, diciendo: "Sé muy bien que Kendrick no me está asesinando, en absoluto, en ninguna plataforma". 
El 24 de septiembre de 2013, se lanzó el tercer álbum de Drake, Nothing Was the Same. Publicaciones como Complex especularon que Drake había enviado insultos subliminales a Lamar en la canción (y luego en el sencillo) "The Language". En una entrevista con Pitchfork un día después, Drake mostró desaprobación con el verso, diciendo que no estaba impresionado y agregó: "Eso sí, continuará ... Complex y Rap Radar lo darán como verso del milenio y toda esa mierda o lo que sea". Más tarde, Drake dijo que su única competencia era Kanye West, luego de que se le preguntara si Kendrick decía que estaba "asesinando a su competencia".  Lamar intensificó aún más las tensiones en los Premios BET Hip-Hop de 2013 cuando se refirió a Drake durante la ceremonia, diciendo: "Sí, y nada ha sido igual desde que lanzaron "Control" / Y metieron a un rapero sensible de vuellta a su ropa de pijama". Stereogum notó que Lamar estaba haciendo referencia al tercer álbum de estudio de Drake, Nothing was the Same, y también Drake es llamado demasiado sensible por los medios de comunicación.
En diciembre de 2013, Drake, mientras estaba siendo entrevistado por Vice, dijo que "se mantuvo firme" y que tiene que darse cuenta de que "estoy siendo atacado y no voy a caer", y luego se niega a negar que la línea en "The Language" fue dirigido a Kendrick, diciendo que "no quiere entrar en las respuestas ". Más tarde, Drake continuó diciendo que reconocía que las líneas en el cypher de Kendrick eran para él y que no era suficiente para él preparar una respuesta antes de decir que no se habían visto desde el cypher de BET. Cada rapero habló varias líneas subliminales más, cuatro de Kendrick en las canciones, "Pay for it", "King Kunta", y "Gone" junto a "Deep Water" de Dr. Dre y dos de Drake en las canciones "Used To" y "4PM In Calabasas".
En junio de 2016, Marcellus Wiley, exjugador de la NFL y presentador de programas de televisión, alegó que en su programa de ESPN, Drake o Lamar habían dado una entrevista en la que empezaron a "hablar ruidosamente" y afirmó que tenían problemas uno con el otro. La entrevista finalmente no se emitió y Wiley dijo que había sido "destruida". Wiley dijo que la entrevista habría intensificado la disputa informada para convertirse en oficial y las pistas de Diss track dirigiéndose directamente a cada lado. Tras una pausa de casi un año en la música, Kendrick Lamar lanzó "The Heart Part 4". Se especuló que la línea de Lamar "Uno, dos, tres, cuatro, cinco / Soy el mejor rapero vivo" fue una respuesta a la línea de Drake, "Sé que dije que soy de los cinco primeros, pero estoy entre los dos mejores / Y no soy segundo y me quedé primero" en la canción "Gyalchester". Kendrick procedió a insultar a los raperos que tienen escritores fantasmas en una entrevista con Rolling Stone en agosto de 2015. Se especuló que el insulto estaba dirigido a Drake, que ha estado en controversia debido al uso de "escritores fantasmas" en canciones como "RICO" de Meek Mill. 
Kendrick Lamar también ha tenido confrontaciones con el rapero de Detroit y excolaborador, Big Sean. Luego del lanzamiento de la canción "Control" de Sean en agosto de 2013, donde Lamar llama a Sean y dice que va a "asesinarlo", Sean respondió elogiando, diciendo: "Muy bien, a eso es a lo que hay que volver, tiene que volver a hip-hop, esa cultura". En enero de 2015, Sean habló más tarde de "Control ", diciendo que la canción era "negativa" y un mes después publicó "Me, Myself, and I", un freestyle con líneas que se especulaban que se dirigían a Kendrick. En octubre de 2016, Big Sean lanzó "No More Interviews" con líneas dirigidas a Kendrick.
En febrero de 2017, Big Sean apareció en el podcast 'Breakfast Club' y cuando se le preguntó sobre el verso de Kendrick Lamar sobre "Control", se puso agresivo. Lamar regresó de una pausa de un año desde el hip-hop con "The Heart Part 4", que involucraba líneas especuladas para ser dirigidas hacia Drake y Big Sean. Lamar continuó con más en la canción de su disco DAMN, "HUMBLE.".
En 2024 , se lanzaría el álbum-colaboración entre Metro Boomin y Future 'We Don't Trust You' . Lamar fue artista invitado sorpresa con una serie de versos en el tema 'Like That'. Estos revivió el conflicto una vez más entre Lamar, Drake y J. Cole, destacando el verso donde este reniega de la existencia de un 'Big Three' entre los anteriores, indicando Duckworth que solo hay un 'Big Me'. Tras la respuesta de J. Cole en ''7 Minute Drill'', de la cual se disculpó unos días después y la del canadiense con los diss ''Push Ups'' y ''Taylor Made Freestyle'', Lamar respondió con su propia tiradera ''Euphoria''. En esta diss Lamar achaca a Drake su supuesta actitud manipuladora, le acusa de haberse vendido y deja muy claro su enemistad con las líneas de "I hate the way that you walk, the way that you talk, I hate the way that you dress.". (Odio la forma en la que caminas, la forma en la que hablas y la forma en la que vistes). 
El 3 de mayo, Kendrick publicaría dos disses más, '6:16 in LA' y 'meet the grahams', este último publicado minutos después del segundo diss de Drake 'FAMILY MATTERS'. Estos últimos (FAMILY MATTERS y meet the grahams),  tienen letras mucho más agresivas, que ha generado una guerra de acusaciones entre los dos raperos; Drake acusando a Kendrick de violencia intrafamiliar y el californiano acusó a este de tener una hija no reconocida y lo comparó con Harvey Weinstein.  Al día siguiente, Lamar lanza otro diss llamado 'Not Like Us', en el las acusaciones contra Drake continúan.

## Discografía

### Álbumes de estudio
- 2011: Section.80
- 2012: good kid, m.A.A.d city
- 2015: To Pimp a Butterfly
- 2017: DAMN.
- 2022: Mr. Morale & the Big Steppers
- 2024: GNX

### Álbumes recopilatorios
- 2016: Untitled Unmastered

### Bandas sonoras
- 2018: Black Panther

### Extended plays
- 2009: Kendrick Lamar

### Mixtapes
- 2004: YHNIC (Hub City Threat: Minor Of The Year)
- 2005: Training Day
- 2007: No Sleep Til NYC (con Jay Rock)
- 2009: C4
- 2010: Overly Dedicated